# Fort Collins (South Park)
Pour l’article homonyme, voir Fort Collins.
Fort Collins est le sixième épisode de la vingtième saison de la série télévisée d'animation américaine South Park, et le 273e épisode de la série globale. Il est diffusé pour la première fois le 26 octobre 2016 sur Comedy Central. L'épisode aborde toutes les thématiques centrales de cette saison que sont les méfaits de l'anonymat et du trollage sur Internet, la nostalgie et l'élection présidentielle américaine de 2016. Il traite aussi de la cyberattaque qui a affecté la côte Est la même année.

## Résumé
Dick et les autres trolls arrivent chez Gerald Broflovski pour fêter la victoire sur le Danemark. Tous sont impatients d'aller encore plus loin, et parlent déjà d'influencer l'élection présidentielle en cours. Mais Gerald les renvoie, ne voulant plus avoir affaire à eux. Il répète qu'il pratique le trollage uniquement pour s'amuser comme un enfant, et non pour déstabiliser la société comme ils rêvent de le faire. Bien que déçu de cette prise de position, Dick revient plusieurs fois vers Gerald, essayant de tisser une vraie amitié avec lui. Mais même cela, Gerald n'en veut pas.
Heidi et Cartman vont à la rencontre de Kyle, voulant l'impliquer dans leur recherche de Piègeàmorues42 (ShankHunt42 en VO). Ils montrent un impressionnant tableau dressé par Heidi avant son retrait d'Internet. Elle a mis au point du technique d'analyse appelée le profil émojitique, qui consiste à analyser le langage, le vocabulaire et les tics d'écriture des internautes. Bien que son tableau soit incomplet, elle est certaine qu'en raison de son profil, le troll est un parent d'élève. 
Heidi et Cartman ont enseigné le profil émojitique aux Danois de Track Troll (Troll Trace en VO). Pour tester leur site web et ce nouveau paramètre, ils localisent MLKKK, un des trolls du groupe de Dick, puis mettent en ligne l'historique de tous les habitants de la ville où il réside, Fort Collins. L'essai est un succès complet. Rapidement, la ville est à feu et à sang, et MLKKK est brûlé vif par le père d'une de ses victimes handicapée. Se rendant compte que les Danois sont sur le point de le démasquer, Gerald demande l'aide de Dick, mais ce dernier lui tourne le dos pour avoir refusé son amitié. 
Cartman se rend chez Kyle, et lui reproche d'avoir seulement complimenté Heidi pour son intelligence lors de leur dernière entrevue, alors qu'il la trouve également marrante. Kyle fait alors comprendre à Eric que Track Troll pourrait être utilisé par n'importe qui pour mettre Heidi au courant de son passé bigot et haineux. Cartman se souvient alors qu'il a dénigré le casting féminin du reboot de Ghostbusters, et s'inquiète.
De leur côté, Randy Marsh et M. Garrison constatent qu'il est impossible de détruire les mémo-myrtilles, qui usent de leur influence pour pousser les électeurs à choisir Garrison. Randy obtient de ce dernier un ultime discours pour pousser tout le monde à voter Hillary Clinton. Les conseillers de cette dernière s'inquiètent du site Track Troll, qui pourrait lui porter préjudice, et décident de faire appel à Piègeàmorues42 pour l'aider.
Les mémo-myrtilles, elles, sont devenues intelligentes et autonomes. Pour contrer les efforts de Garrison, elles décident d'infecter Caitlyn Jenner, sa directrice de campagne...